# Sankt Nikolaus kyrka, Draževac
Sankt Nikolaus kyrka (serbisk kyrilliska: Црква Светог Николе; latinska: Crkva Svetog Nikole) är en serbisk-ortodox kyrkobyggnad belägen i byn Draževac, i kommunen Obrenovac i Serbiens huvudstad, Belgrad.
Kyrkan är helgad åt Sankt Nikolaus och tillhör Šumadijas stift.

## Historik
Kyrkans grund invigdes den 30 oktober 2008.

## Bilder

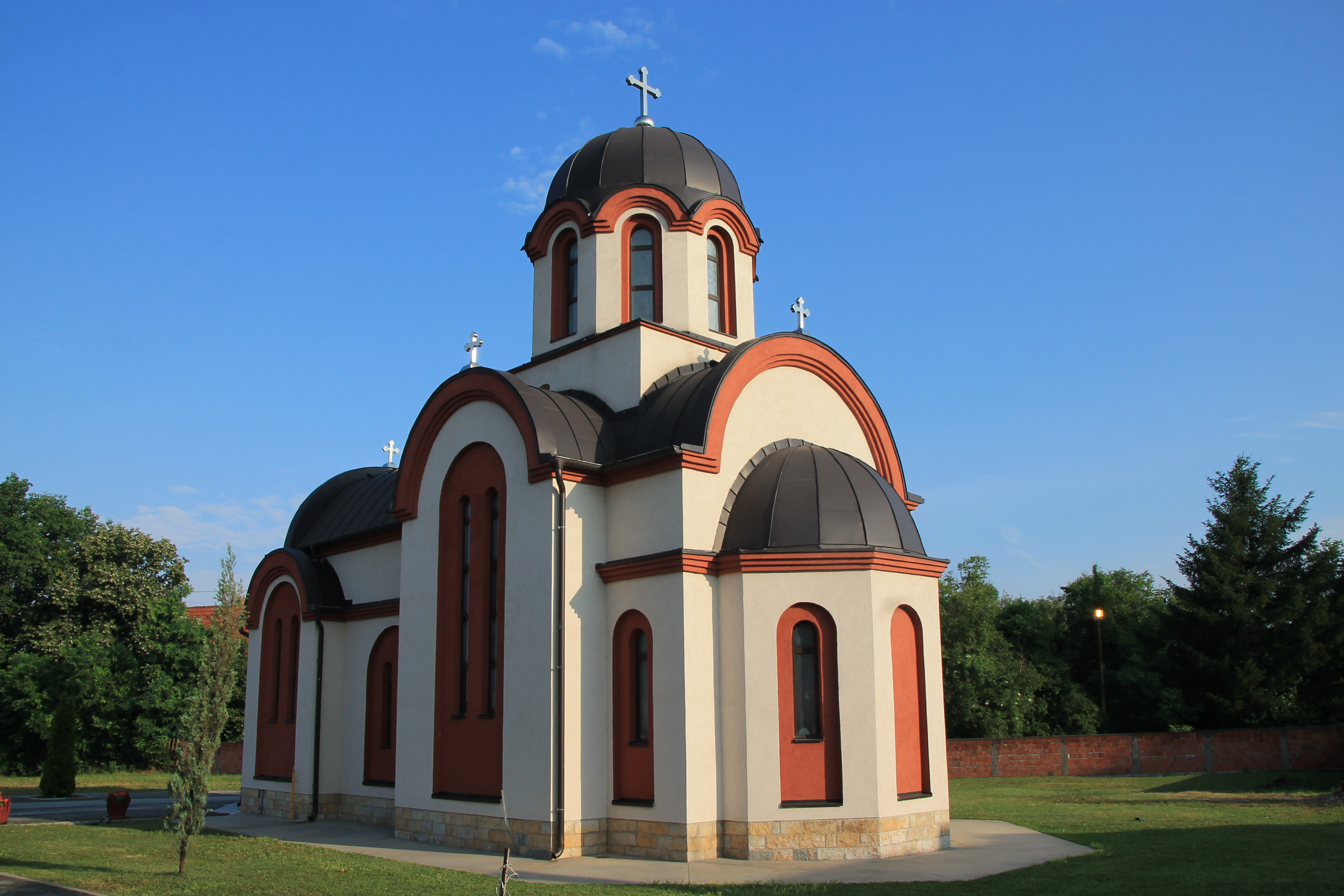
Baksidan och absiden.
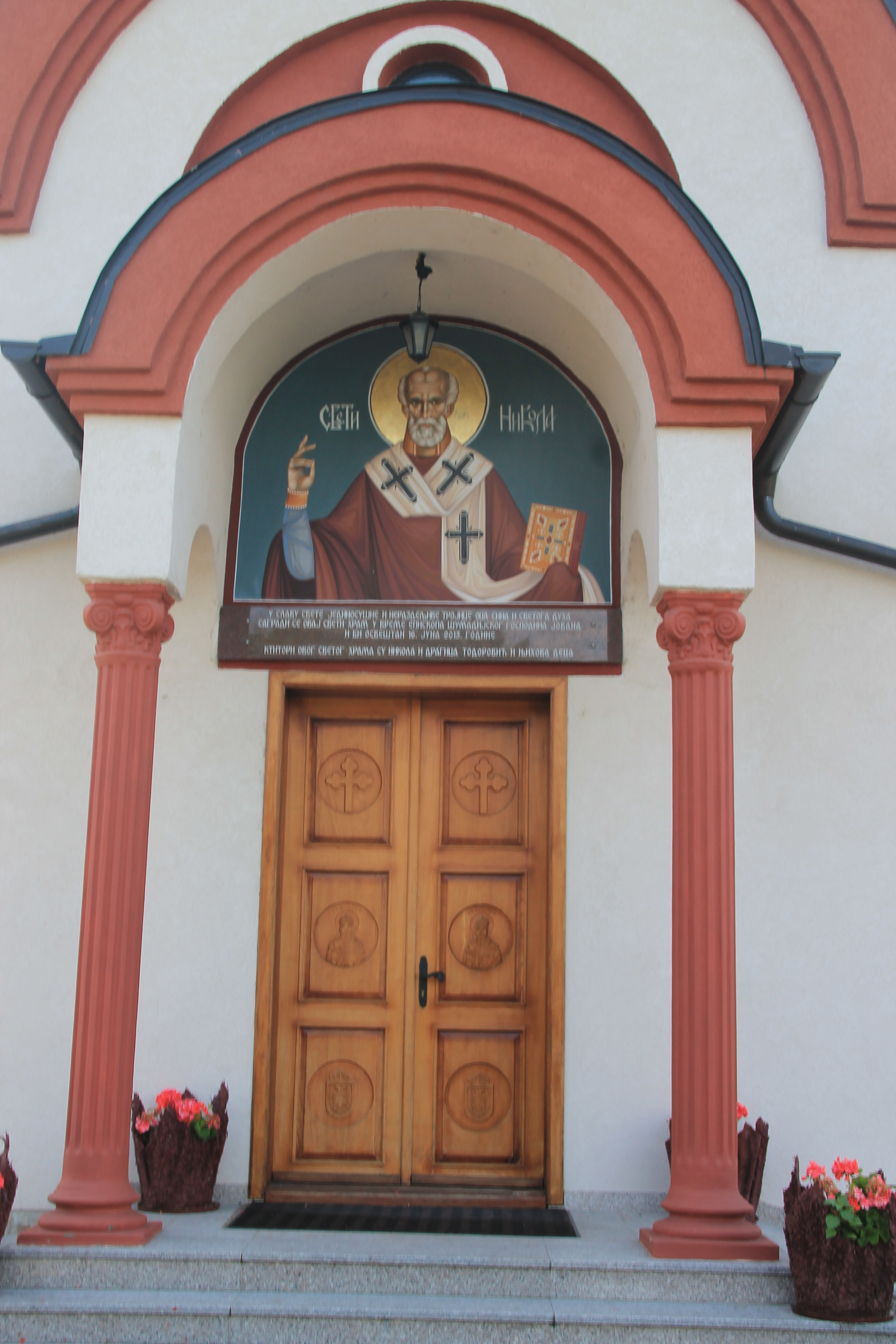
Framsidan och entrén, där Sankt Nikolaus är avbildad.